# William Paulson
William Paulson (* 17. November 1994 in Tetbury, Vereinigtes Königreich) ist ein britisch-kanadischer Leichtathlet, der im Mittel- und Langstreckenlauf an den Start geht und der sich auf die 1500-Meter-Distanz spezialisiert hat. Er ist seit Juli 2019 für Kanada startberechtigt.

## Sportliche Laufbahn
Erste Erfahrungen bei internationalen Meisterschaften sammelte William Paulson bei den Crosslauf-Europameisterschaften 2012 in Szentendre, bei denen er nach 19:42 min den 40. Platz im U20-Rennen belegte. Im Jahr darauf gelangte er bei den Crosslauf-Europameisterschaften 2013 in Bydgoszcz mit 24:03 min auf Rang 72 im U20-Rennen und begann zudem ein Studium an der Princeton University. Ab 2018 besuchte er die Arizona State University und startete nach seinem Nationenwechsel 2019 bei den Panamerikanischen Spielen in Lima und gewann dort in 3:41,15 min die Bronzemedaille über 1500 Meter hinter dem Mexikaner José Villarreal Peinado und John Gregorek aus den Vereinigten Staaten. 2022 erreichte er bei den Weltmeisterschaften in Eugene das Halbfinale über 1500 Meter und schied dort mit 3:40,41 min aus. Anschließend gelangte er bei den Commonwealth Games in Birmingham mit 3:33,97 min auf Rang zehn.
2019 wurde Paulson kanadischer Meister im 1500-Meter-Lauf.

## Persönliche Bestzeiten
- 1500 Meter: 3:33,97 min, 15. April 2022 in Azusa
  - 1500 Meter (Halle): 3:41,97 min, 11. Februar 2022 in Spokane
- Meile: 3:52,42 min, 28. Mai 2022 in Eugene
  - Meile (Halle): 4:06,57 min, 8. März 2019 in Birmingham